# Goede tijden, slechte tijden (seizoen 23)
Het drieëntwintigste seizoen van Goede tijden, slechte tijden startte op 3 september 2012. Het seizoen werd elke werkdag uitgezonden op RTL 4. In maart 2019 werd het volledige seizoen uitgebracht op dvd.

## Rolverdeling

### Aanvang
Het drieëntwintigste seizoen telde 220 afleveringen (aflevering 4526–4745)
| Acteur               | Personage       | Afleveringen                                      |
| -------------------- | --------------- | ------------------------------------------------- |
| Jette van der Meij   | Laura Selmhorst | Hele seizoen                                      |
| Bartho Braat         | Jef Alberts     | Hele seizoen                                      |
| Caroline De Bruijn   | Janine Elschot  | Hele seizoen                                      |
| Erik de Vogel        | Ludo Sanders    | Hele seizoen                                      |
| Inge Schrama         | Sjors Langeveld | 4526–4684 (Onderbreking i.v.m. zwangerschap)      |
| Everon Jackson Hooi  | Bing Mauricius  | Hele seizoen                                      |
| Marly van der Velden | Nina Sanders    | Hele seizoen                                      |
| Mark van Eeuwen      | Jack van Houten | 4526–4575                                         |
| Ruud Feltkamp        | Noud Alberts    | 4585–4745 (Onderbreking i.v.m. Flexwet)           |
| Gigi Ravelli         | Lorena Gonzalez | 4566–4745 (Onderbreking i.v.m. Flexwet)           |
| Ferri Somogyi        | Rik de Jong     | Hele seizoen                                      |
| Marjolein Keuning    | Maxime Sanders  | 4526–4535 • 4577–4745 (Onderbreking i.v.m. pauze) |
| Ferry Doedens        | Lucas Sanders   | Hele seizoen                                      |
| Joep Sertons         | Anton Bouwhuis  | Hele seizoen                                      |
| Cynthia Abma         | Bianca Bouwhuis | Hele seizoen                                      |
| Guido Spek           | Sjoerd Bouwhuis | 4526–4743 (Onderbreking i.v.m. Flexwet)           |
| Robin Martens        | Rikki de Jong   | Hele seizoen                                      |
| Toprak Yalçiner      | Nuran Baydar    | Hele seizoen                                      |
| Dilan Yurdakul       | Aysen Baydar    | Hele seizoen                                      |
| Louis Talpe          | Mike Brandt     | Hele seizoen                                      |
| Beau Schneider       | Tim Loderus     | Hele seizoen                                      |

### Nieuwe rollen
De rollen die in de loop van het seizoen werden geïntroduceerd als belangrijke personages
| Acteur      | Personage       | Afleveringen |
| ----------- | --------------- | ------------ |
| Pip Pellens | Wiet van Houten | 4630–4745    |